# 73. skolflygdivisionen
73. skolflygdivisionen även känd som Gremlin var en skolflygdivision inom svenska flygvapnet som verkade i olika former åren 1941–1977 och återigen åren 2007–2012. Divisionen var baserad på Såtenäs flygplats sydväst om Lidköping.

## Historik
Gustav Gul eller Gremlin var 3. divisionen vid Skaraborgs flygflottilj (F 7), eller 73. skolflygdivisionen inom Flygvapnet, och bildades 1941 som en lätt bombdivision. År 1951 omskolades divisionen till en attackflygdivision och bildade 73. attackflygdivisionen. Från slutet av 1960-talet präglades Flygvapnet av ekonomiska besparingar, bakgrunden var Viggenprojektet. Vilket fick CFV Lage Thunberg att 1967 vakantsätta åtta flygdivisioner inom Flygvapnet. De ekonomiska besparingarna inom Flygvapnet fortsatte dock under hela 1970-talet. I samband försvarsbeslutet 1977, beslutade riksdagen att Flygvapnets fredsorganisation skulle reduceras med fem jaktflygdivisionen samt att de sex attackflygdivisionerna skulle reduceras med en halvdivision. Reduceringen av attackflygdivisionerna drabbade Gustav Gul, då den skulle upplösas senast den 31 december 1978. 73. attackflygdivisionen avvecklades och upplöstes den 30 juni 1977. Divisionens flygplan överfördes till 151. attackflygdivisionen och 152. attackflygdivisionen i Söderhamn. I divisionen ingick en flygtransportgrupp, den kvarstod dock vid flottiljen och bildade 71. transportflygdivisionen.
Den 1 januari 2007 återuppstod divisionen, nu som en utbildningsdivision, och ansvarade för typinflygningsskede (TIS) för blivande Gripenpiloter.  Den 1 oktober 2010 fick divisionen ”Gremlin” som ny anropssignal. Den 31 december 2012 avvecklades och upplöstes utbildningsdivision.

## Heraldik och traditioner
Årsskiftet 1961–1962 konstruerade fältflygare Bertil Hasslid (Johansson) ett gemensamt emblem för flottiljens tre attackdivisioner med flottiljens kodbokstav "Gustav" i de tre färgerna rött, blått och gult. Navigatören Lars Lindström, tillika konstnär renritade märket i tusch. Attackrobot 304 i mitten fick symbolisera slagkraften. Dåvarande flygchef major Ulf Bjrökman accepterade märkets utformning och goda kontakter med ett reklamföretag resulterade i att emblem trycktes upp och fördelades till respektive division. Märket applicerades på A 32A Lansen, AJ 37 Viggens flygande personals utrustning. När divisionen återuppstod 2007 antogs samma emblem som antogs 1962.

## Materiel vid förbandet
| Bombflygplan - 1941–1943: B 16A Caproni - 1942–1948: B 17A/B/C - 1948–1951: B 18B | Attackflygplan - 1947–1948: A 21A-3 - 1951–1954: A 21RA/B - 1954–1957: A 29B Tunnan - 1956–1973: A 32A Lansen - 1974–1977: AJ 37 Viggen | Enhetsflygplan - 2007–2012: JAS 39A/B Gripen |

## Förbandschefer
Divisionschefer vid 73. skolflygdivisionen (Gremlin) åren 1941–1977 och åren 2007–2012.

- 1941–1942: Boo Drangel
- 1942–1943: Gustaf Löfkranz
- 1943–1944: Bror Hansson
- 1944–1945: Boris Svensson
- 1946–1946: Karl Andrén (första gången)
- 1946–1947: Axel Dahlberg
- 1947–1947: Karl Andrén (andra gången)
- 1951–1952: Bengt Rinde
- 1952–1956: Per Gunnar Hedberg
- 1956–1957: Dan Laurell
- 1957–1961: Hans (Persson) Pilback
- 1961–1962: Arne Lindahl
- 1962–1962: Arne Jogbäck
- 1962–1963: Paul Ahlström (första gången)
- 1963–1963: Karl Gustav Lasse Kilén
- 1963–1964: Paul Ahlström (andra gången)
- 1964–1965: Göran Tode (första gången)
- 1965–1965: Karl Gustav Lasse Kilén (andra gången)
- 1965–1966: Göran Tode (andra gången)
- 1966–1967: Håkan Högstadius
- 1967–1969: Göran Tode (tredje gången)
- 1970–1971: Owe Wiktorin
- 1971–1976: Ronny Andersson
- 1976–1977: Hans "Dellen" Dellenborg
- 2007–20??: Richard Carlqvist
- 20??–2012: ???

## Anropssignal, beteckning och förläggningsort
| Gustav Gul | 1941-??-?? | – | 1977-06-30 |
| Gustav Gul | 2007-01-01 | – | 2010-09-30 |
| Gremlin    | 2010-10-01 | – | 2012-12-31 |

| 73. lätta bombflygdivision | 1941-??-?? | – | 1951-??-?? |
| 73. attackflygdivisionen   | 1951-??-?? | – | 1977-06-30 |
| 73. skolflygdivisionen     | 2007-01-01 | – | 2012-12-31 |

| Såtenäs flygplats (F) | 1941-??-?? | – | 1977-06-30 |
| Såtenäs flygplats (F) | 2007-01-01 | – | 2012-12-31 |

## Galleri

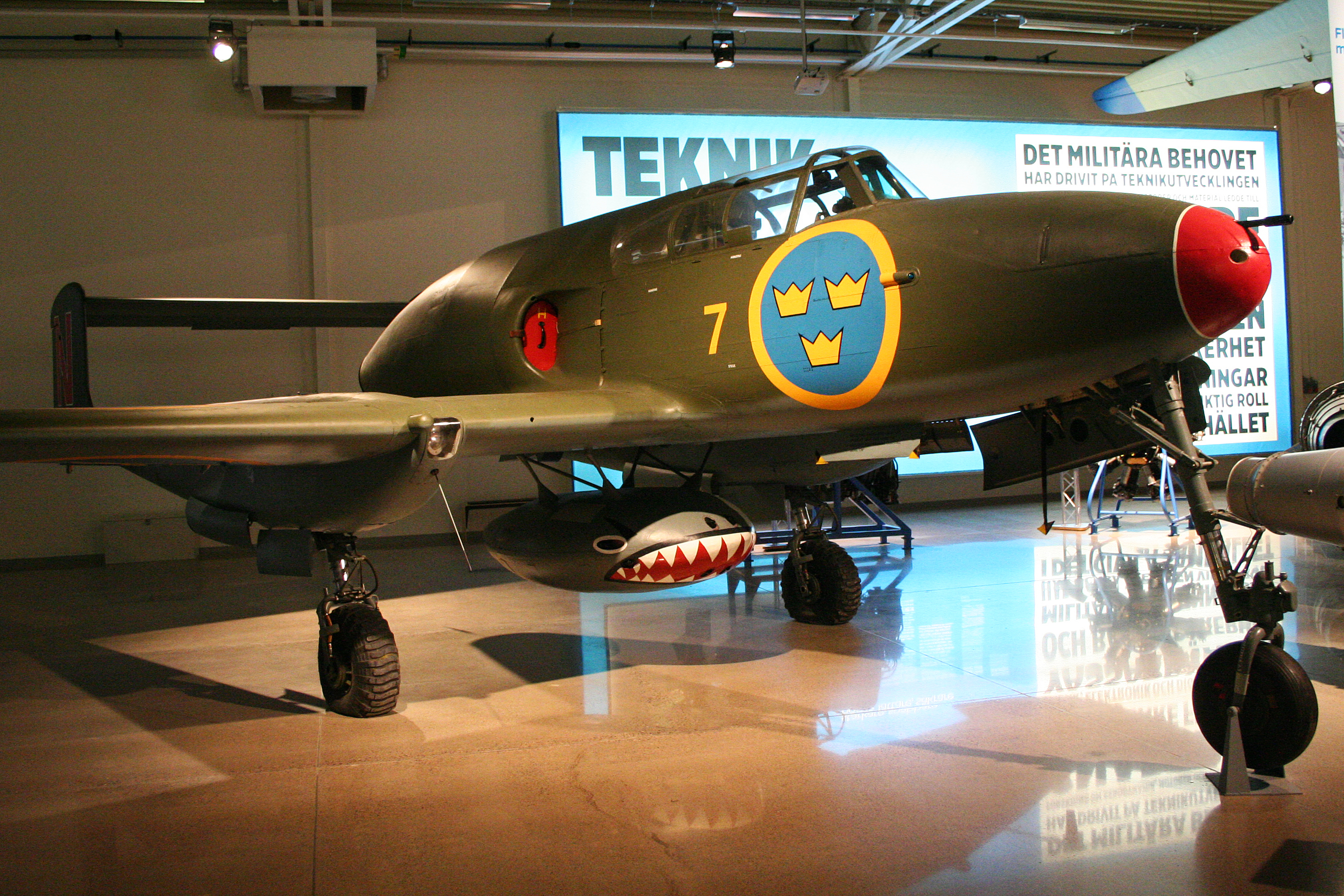
A 21RA/B (1951–1954).
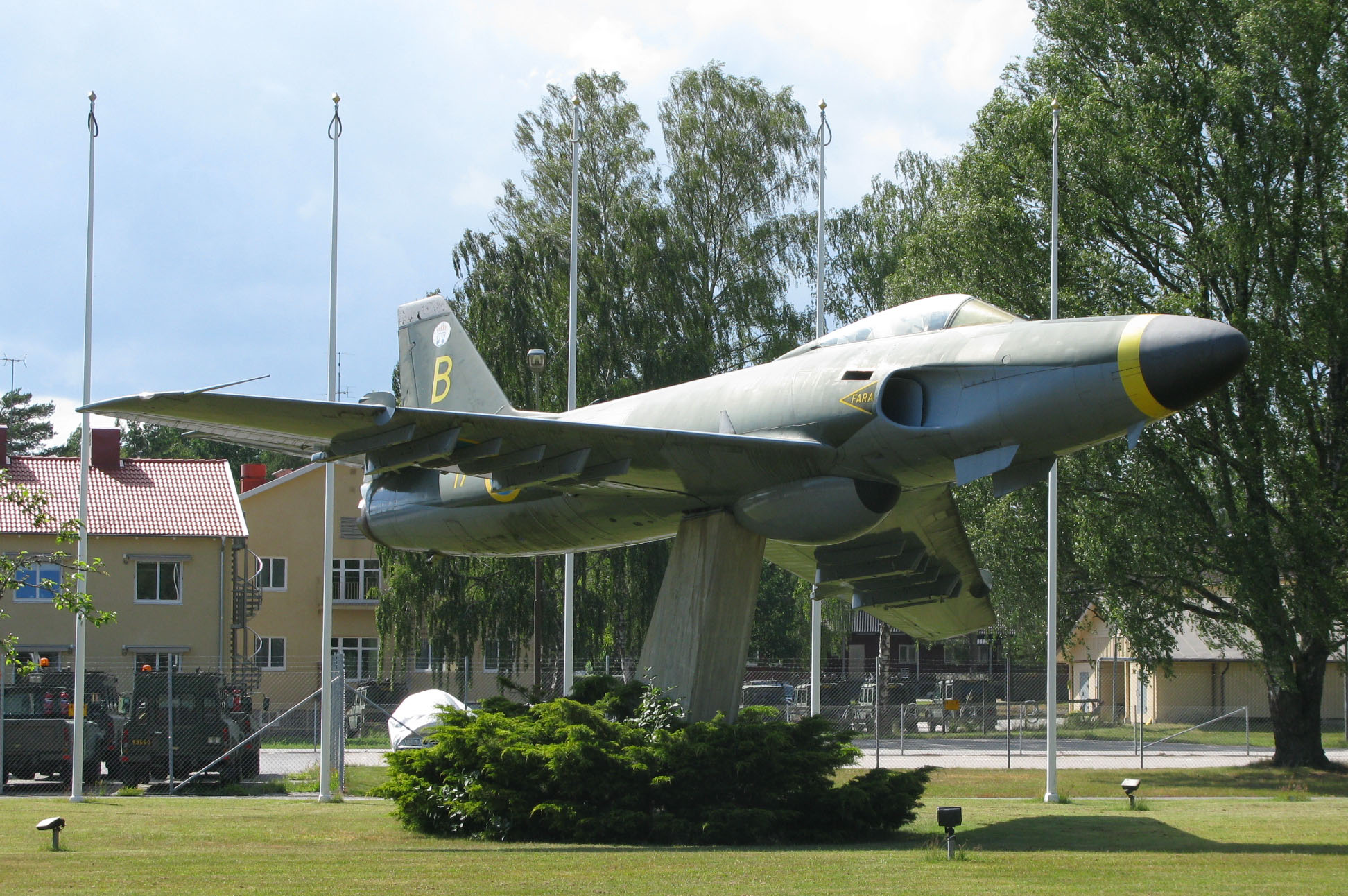
A 32A Lansen (1956–1974).
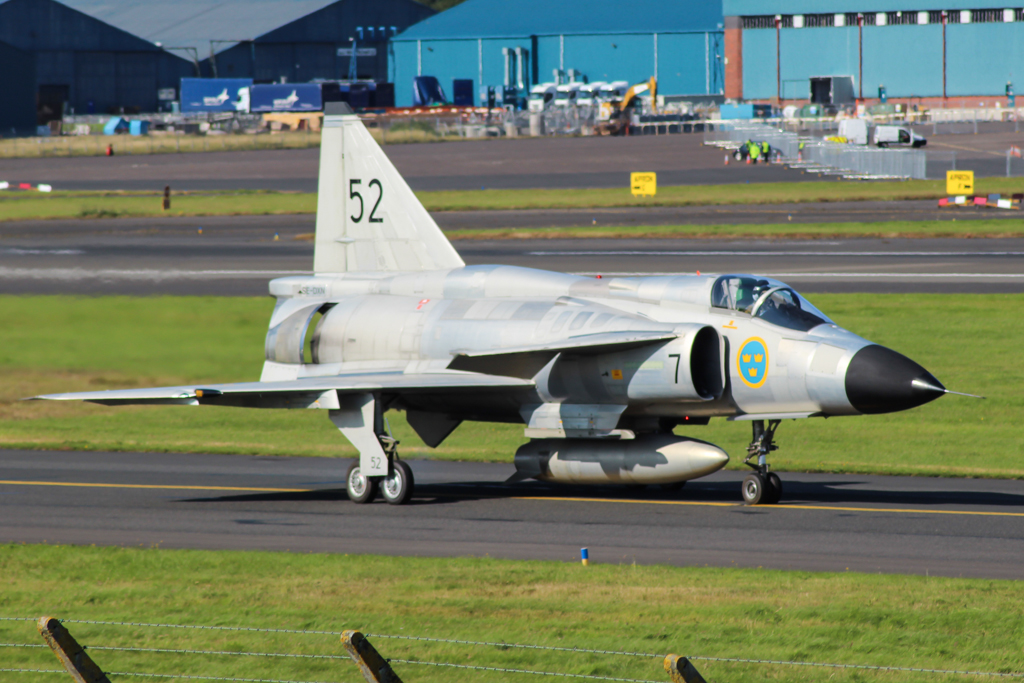
AJ 37 Viggen (1973–1977).
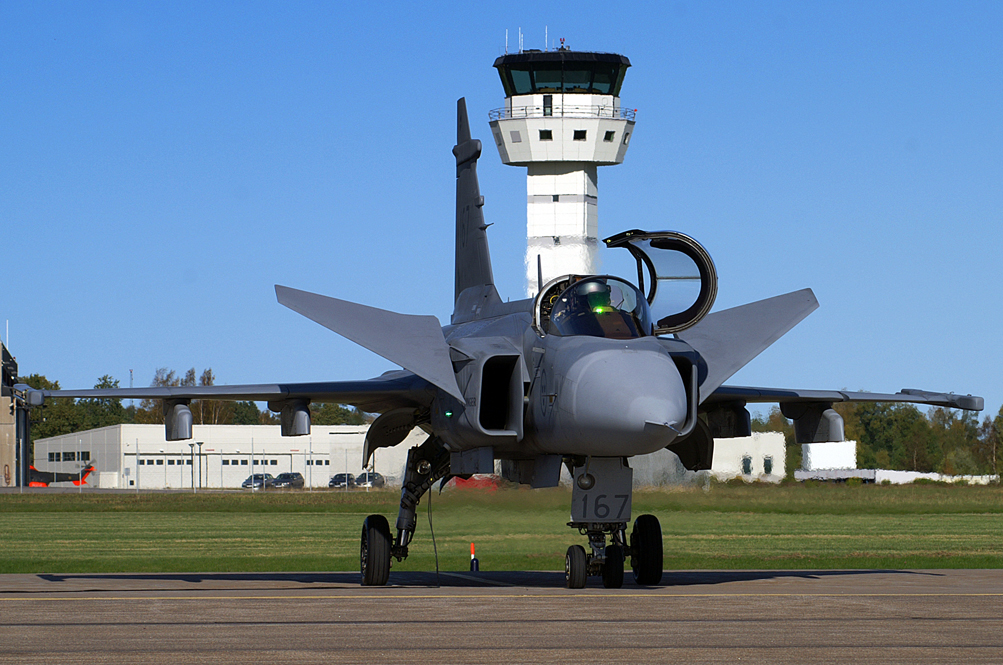
JAS 39 Gripen (2007–2012)